# ニンジャコンバット
『ニンジャコンバット』（NINJA COMBAT）は、1990年にアルファ電子（ADK）がMulti Video System向けに制作したベルトスクロールアクションゲームである。

## 概要
アルファ電子の忍者ゲーム第一弾として登場した、ベルトスクロールアクションシューティングゲーム。
敵の「影一族」を倒すために赤と青の忍者装束に身を包んだジョーとハヤブサが、前半に登場した中ボスをくわえたユニットが「ニンジャコンバット」である。
回復アイテムのコーラが1面の序盤だけしか出てこない、後半ではライフゲージが一回喰らうだけで半分以上減る等ゲームバランスに調整不足な所が目立つ。

## ストーリー
西暦199X年、悪の忍者「幻妖斎」率いる影一族によりネオ・ニンジャシティ（ニューヨーク）が陥落。正義の忍者、忍一族の生き残り「ジョー」と「ハヤブサ」はネオ・ニンジャシティにそびえる影一族の本拠地と思われる「ニンジャタワー」へと急ぐ。
ニンジャタワーへと駆けるジョーとハヤブサを襲う影一族とは別の忍びの影。それぞれが異なる理由でジョーとハヤブサを襲うが打ち倒す事で和解し、襲撃してきた「ムサシ」「カゲロウ」「ゲンブ」の3人と共闘する事となり5人の忍者によるニンジャコンバットが結成された。
ニンジャコンバットはニンジャタワーに乗り込む。影の一族の強者たちを打ち倒し、いよいよ「幻妖斎」へと迫る。幻妖斎は巨大化しニンジャコンバットを苦しめるが、ニンジャコンバットは勝利を納める。戦いは終わったのだ。

## キャラクター

### プレイヤー
ジョー（三雲浄）
主人公。1P側のデフォルトキャラクター。赤忍者。敵が落とした武器が使える唯一のキャラであるが通常攻撃が飛び道具の手裏剣であり使う必要が無い。特殊移動と攻撃の同時押しで繰り出すバク転アタック（別名：えびぞりアタック）が特徴。使う忍術は「火炎龍の術」。座右の銘は「まかせてちょーだい」。
ハヤブサ（多喜隼人）
もう1人の主人公。2P側のデフォルトキャラクター。青忍者。色以外はジョーと同じだが、唯一使える忍者のみ異なり、ハヤブサが使う術は「雷神の術」。
ムサシ（宮友武蔵）
1面の中ボス。幻妖斎の術で操られジョーとハヤブサを襲撃してくる二刀流忍者。ジョーとハヤブサと同じく忍一族の生き残りで、彼らに倒された事で術が解け仲間となる。使う忍術は「烈風百人斬り」。
カゲロウ（スージー・ゴールドマン）
2面の中ボス。仲間たる実力があるか確かめるために襲撃してくるくノ一。カゲロウは蜻蛉ではなく陽炎の意味。最後まで正体不明の忍者である。使う忍術は「カゲロウの術」。
ゲンブ（玄武元太郎）
3面の中ボス。影一族に騙されニンジャコンバットを襲ってきた相撲忍者。打ち倒された事で騙されていた事に気づきニンジャコンバットの仲間となる。使う忍術は「岩石落とし」。座右の銘は「どすこい」。

### 敵キャラクター
鉄球忍者イタイゾー
ステージ1「恐怖のニンジャパーク」のボス。鉄球を振り回す。
鳥人くノ一ビビリンビー
ステージ2「逆襲のくノ一軍団」のボス。背中に翼を装着し空中に高く舞い上がる。
機動忍者ガンデム
ステージ3「地獄のニンジャ地下鉄」のボス。アルマジロのように丸くなるメカ忍者。
おかめ男爵
ステージ4「潜入!ニンジャタワー」のボス。おかめの仮面を被りミサイルを抱えた忍者。ニンジャコンバットに強敵であったと言わしめる。
白雲斎
ステージ5のボス。影一族の幹部クラスの忍者。
幻妖斎
最終ボス。影一族の首領。

## 移植版
| No. | タイトル                          | 発売日                     | 対応機種                               | 開発元             | 販売元             | メディア                                      | 型式 | 備考             | 出典        |
| --- | --------------------------------- | -------------------------- | -------------------------------------- | ------------------ | ------------------ | --------------------------------------------- | ---- | ---------------- | ----------- |
| 1   | ニンジャコンバット                | 1990年7月24日              | ネオジオ                               | アルファ電子       | SNK                | ロムカセット                                  | -    |                  |             |
| 2   | ニンジャコンバット                | 1994年10月31日             | ネオジオCD                             | ADK                | ADK                | CD-ROM                                        | -    |                  |             |
| 3   | ニンジャコンバット                | 2008年5月27日              | Wii                                    | D4エンタープライズ | D4エンタープライズ | ダウンロード (バーチャルコンソールアーケード) | -    |                  |             |
| 4   | ADK魂                             | 2008年12月18日             | PlayStation 2                          | SNKプレイモア      | SNKプレイモア      | DVD-ROM                                       | -    |                  | [ 4 ]       |
| 5   | ADK魂                             | 2015年3月18日              | PlayStation 3                          | SNKプレイモア      | SNKプレイモア      | ダウンロード (ゲームアーカイブス)             | -    |                  |             |
| 6   | ADK魂                             | 2017年2月24日 2017年3月1日 | PlayStation 4                          | SNK                | SNK                | ダウンロード                                  | -    |                  |             |
| 7   | アケアカNEOGEO ニンジャコンバット | INT 2018年5月31日          | PlayStation 4 Xbox One Nintendo Switch | ハムスター         | ハムスター         | ダウンロード                                  | -    | 海外版も収録     | [ 5 ] [ 6 ] |
| 8   | アケアカNEOGEO ニンジャコンバット | INT 2019年2月1日           | Windows Apps                           | ハムスター         | ハムスター         | ダウンロード                                  | -    | 海外版も収録     |             |
| 9   | ニンジャコンバット アケアカNEOGEO | 2023年4月13日              | iOS Android                            | ハムスター         | SNK                | ダウンロード                                  | -    | 海外版も収録     | [ 7 ] [ 8 ] |
| 10  | アケアカNEOGEO セレクション Vol.3 | 2025年4月10日              | Nintendo Switch                        | ハムスター         | SNK                | Switch用ゲームカード                          | -    | 収録ソフトの一つ | [ 9 ]       |